# De fide catholica contra Iudaeos
Il De fide catholica contra Iudaeos è un’opera di Isidoro di Siviglia suddivisa in due libri, dedicata alla sorella Fiorentina e finalizzata a mettere in luce la fallacia delle credenze giudaiche attraverso il ricorso a testimonianze scritturali. 

## Obiettivi dell'opera
L’opera inizia con un prologo introduttivo che riassume brevemente contenuti e finalità: “Isidoro alla santa sorella Fiorentina. Ho ritenuto di esporre brevemente, fra moltissime, alcune profezie che furono preannunciate nei libri del Vecchio Testamento, in diverse circostanze, sulla natività del nostro Signore e Salvatore in conformità alla sua natura divina, sulla sua incarnazione, e sulla sua passione, morte e risurrezione, sul suo regno e sul suo giudizio, a vantaggio degli uomini di scienza, perché l’autorità dei profeti rafforzi la grazia della fede, e sia dimostrata l’ignoranza degli infedeli Giudei. Per queste ragioni ho dedicato quest’opera a te che la chiedevi, santa sorella, per l’edificazione del tuo studio”.
Isidoro presenta la sua opera come un insieme di testimonianze scritturali profetiche finalizzate ad accompagnare l’arricchimento culturale della sorella e a dimostrare la fallacia delle credenze giudaiche. Dal contenuto dei due libri, però, emerge come alla base del testo potrebbe esserci anche un obiettivo ulteriore: in un clima politico e sociale complesso, caratterizzato da violente pressioni e persecuzioni ad opera del re cattolico Sisebuto nei confronti degli Ebrei, il vescovo di Siviglia tenterebbe di offrire un’alternativa di conversione razionale, opposta rispetto ai metodi coercitivi e brutali del sovrano. Inoltre, alcune apostrofi contenute all’interno dell’opera (come “rispondano ora i Giudei” o “dicano ora i Giudei”) lascerebbero pensare che i destinatari prediletti siano proprio gli Ebrei. 
La questione è in realtà controversa, e non tutti sono concordi con tale interpretazione. Nel trattato, Isidoro si propone di dimostrare la verità della dottrina cattolica basandosi sulle testimonianze scritturali, e di evidenziare come le profezie dell’Antico Testamento abbiano trovato compimento nella figura di Cristo. Nel fare ciò, però, si serve di argomenti che poggiano su testi rigettati dal canone ebraico, e soprattutto fa riferimento alla Bibbia dei Settanta, di cui gli Ebrei non riconoscevano l’autorità: questo atteggiamento, secondo Wolfram Drews, lascerebbe intendere come l’orizzonte culturale di Isidoro sia limitato alle tradizioni della comunità visigotica e cattolica, e come la presentazione degli errori della fede ebraica abbia semplicemente la funzione di innalzare la fede cattolica agli occhi della maggioranza cristiana. Questa ipotesi sarebbe supportata anche dal fatto che Isidoro evidenzia molto bene la nozione paolina secondo cui gli Ebrei si sarebbero convertiti alla fine dei tempi, nella terra di Israele, dopo il ritorno dalla diaspora: che senso avrebbe, stando a ciò, tentare una conversione nel presente? 
Secondo Francesco Trisoglio, invece, tre sarebbero le principali ragioni che hanno spinto Isidoro alla stesura del trattato: il desiderio del clero e del laicato visigotico di essere informati sulla religione dei Giudei; l’aspirazione a completare la collana di spiegazione all’Antico e al Nuovo Testamento; il proposito di educare a Cristo in maniera differente rispetto alla tradizione. L’opera è in effetti caratterizzata da una serrata dialettica: Isidoro si concentra di volta in volta su una questione differente, sviluppando un vero e proprio dialogo razionale tra le Scritture e la loro interpretazione. La questione è comunque molto complessa, e non è possibile fornire una risposta univoca.

## La datazione
Anche la datazione è incerta: tenendo conto del contesto storico che l’opera dipinge, essa è stata scritta con ogni probabilità tra il 612 e il 621, gli anni di regno di Sisebuto. José de Adalma la colloca più precisamente tra il 614 e il 615, gli anni in cui il sovrano pubblica due leggi anti-ebraiche che forzano i Giudei alla conversione, mentre Arthur Lukyn Williams la ritarda al 633, così da stabilire una connessione con il quarto concilio di Toledo (durante il quale si discusse, tra le altre questioni, proprio del trattamento da riservare agli Ebrei convertiti con la forza durante il regno di Sisebuto), ma non vi sono sufficienti testimonianze a riguardo.

## Il contenuto dei libri
Nel primo libro, l’autore mette in luce l’empietà degli Ebrei che, duri di cuore, rifiutano di credere ai profeti, e si impegna a dimostrare loro, tramite l’analisi delle Scritture, che Cristo è il Figlio di Dio, e che le rivelazioni degli antichi profeti si sono realizzate in Lui, non in Davide o in Salomone. Egli, dopo aver mostrato come il momento della nascita di Cristo coincida con i tempi calcolabili dalle profezie di Daniele, confuta l’affermazione secondo cui Maria non sarebbe una vergine, bensì una semplice giovane donna. Passa poi alla trattazione della passione, della resurrezione, della diffusione della Parola e del giudizio, tutti elementi già profetizzati nell’Antico Testamento, in libri che gli Ebrei considerano sacri: nonostante questo, essi “fingono di non capire”, perché sanno che tutto ciò che è accaduto è accaduto per loro sacrilegio.
Mentre dunque il primo libro si concentra sulla figura di Cristo, il secondo tratta questioni ecclesiologiche. Isidoro discute della conversione e dei sacramenti, approfondendo alcuni elementi centrali come il battesimo, il segno della croce e l'eucaristia. Egli rimarca infine le colpe degli Ebrei, che non riconoscono nella Scrittura il messaggio di Cristo, ed evidenzia la vacuità di alcune usanze religiose giudaiche, come il rispetto del sabato santo, la circoncisione, i sacrifici e determinate pratiche alimentari, affermando che i Cristiani non necessitano di tali cerimoniali, perché osservano le prescrizioni divine interpretandole nel loro senso più profondo.

## Posterità letteraria
L’opera manca di un’edizione critica completa, ma ne esiste una relativa soltanto al primo libro, ad opera di Vernon Ziolkowski: l’editore ha collazionato diciotto manoscritti antichi, ma ne ha trascurati almeno sette di altrettanta importanza cronologica, dunque sono certamente necessari altri studi per definire al meglio la situazione. Del secondo libro non esiste alcuna edizione, e Maria Adelaida Andrés Sanz ritiene che il punto di partenza per la sua realizzazione debba essere un attento studio degli scritti antigiudaici diffusi nel Medioevo in tutta Europa.
Copiata soprattutto nell’Impero carolingio dopo il crollo del regno visigotico, l’opera ebbe una vasta diffusione e una notevole influenza nell’ambito della cultura spagnola, come risulta chiaro dalle numerose riprese da parte di autori successivi –già a partire dal VII secolo, con Ildefonso e Giuliano da Toledo – e da una traduzione in antico alto tedesco risalente al IX secolo. Particolarmente interessante è il trattato Isaiae testimonia de Christo Domino sive de nativitate, per lungo tempo attribuito a Isidoro, in realtà molto probabilmente un centone del De fide catholica contra Iudaeos, che mostra con evidenza la ricezione della polemica anti-giudaica in Spagna.
L’opera viene ripresa, nello specifico, da Martino di Leòn (ca. 1130-1203) nella sua polemica anti-giudaica e dal domenicano Raimondo Martì(1215-1285 ca.) nel Pugio fidei, e figura tra l’elenco dei libri posseduti da Papa Benedetto XIII all’inizio del XV secolo. La sua prima edizione a stampa risale al XV secolo, probabilmente al 1470.